# Scarabaeus natalensis
Scarabaeus natalensis là một loài bọ cánh cứng trong họ Bọ hung (Scarabaeidae).